# Écomusée de la Bintinais
L’écomusée de la Bintinais est un écomusée français, situé à Rennes.
Aménagé dans l'ancienne ferme de la Bintinais, au sud de la rocade de Rennes, l'écomusée a pour but de valoriser l'histoire du pays de Rennes au travers de l'agriculture et des pratiques rurales. En sus de l'exposition permanente et des différents conservatoires d'espèces végétales et animales, des expositions temporaires sont proposées

## Historique
Avec ses 62 hectares, la ferme de la Bintinais compte depuis longtemps parmi les exploitations agricoles les plus prospères du pays rennais, et l'une des plus anciennes aussi puisque ce nom perdure depuis près de sept siècles. Son histoire reflète à la fois la vie rurale du pays et les rapports de la ville avec sa campagne environnante.
L'écomusée de la Bintinais (dénommé écomusée du Pays de Rennes jusqu'en décembre 2020) est imaginé dans les années 1980. Pendant plusieurs années, une équipe de chercheurs accompagne la transition de la ferme en musée. Ce dernier ouvre au public le 23 mai 1987.
À l'origine, c'est une antenne du Musée de Bretagne avec qui il partage la totalité des collections et quelques services communs. Il possède le label Musée de France,.

## Le musée
Le musée occupe le bâtiment principal de la ferme de la Bintinais. Sur 1 200 m2, le parcours muséographique retrace l'évolution du pays de Rennes du XIIe siècle à nos jours, à partir de l'histoire de la ferme et de ses habitants en abordant des thèmes très divers comme l'architecture, l'agriculture, le cadre de vie, les relations ville-campagne,…
Des pièces sont reconstituées avec des objets, machines et meubles qui retracent cette évolution. Audiovisuels, jeux interactifs et films permettent aux publics de tous âges de comprendre la vie de ceux qui ont fait cette histoire à la fois singulière et universelle.

## Expositions temporaires et animations
La politique d'expositions temporaires mise en œuvre par l'Écomusée entend illustrer les différents champs patrimoniaux du territoire et mettre en lumière des thématiques très différentes. Ces expositions temporaires sont créées par l'Écomusée, et mises en espace par des scénographes, à raison d'un événement annuel d'une durée moyenne de 9 mois. Cette fréquence permet à un large public de découvrir des présentations muséographiques.
Les animations peuvent être liées à l’apiculture, à la tonte de moutons, la fabrication de cidre...

### Exemples d'expositions
- Fleurs, au-delà des apparences (30 novembre 2024 - 31 août 2025)
- Cuir, une matière à fleur de peau (24 novembre 2023 - 1er septembre 2024)
- Races bretonnes, une histoire bien vivante (26 novembre 2022 - 3 septembre 2023)[11]
- La nature pour modèle (4 décembre 2021 - 4 septembre 2022)
- Mes années 70, clichés de campagne (mai - 19 septembre 2021)
- Pom, pom, pommes, une histoire bretonne (30 novembre 2019 - 30 août 2020)
- Vilaine, une histoire d'eaux (1er décembre 2018 - 1er septembre 2019)
- Landes de Bretagne, un patrimoine vivant (25 novembre 2017 - 26 août 2018)[12]

## Conservatoire génétique

### Conservation animale

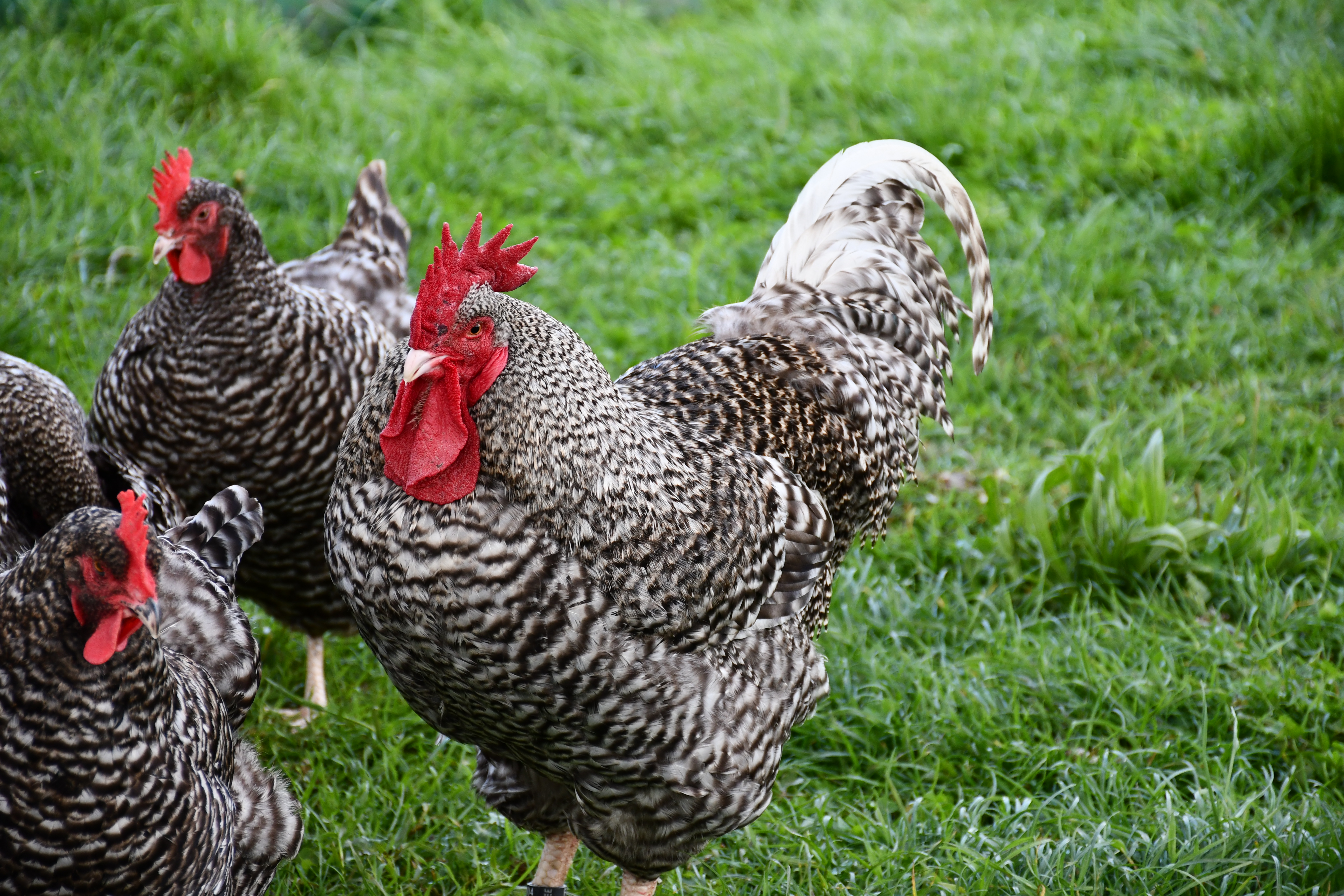
Vue d'un coq Coucou de Rennes à l'écomusée de la Bintinais

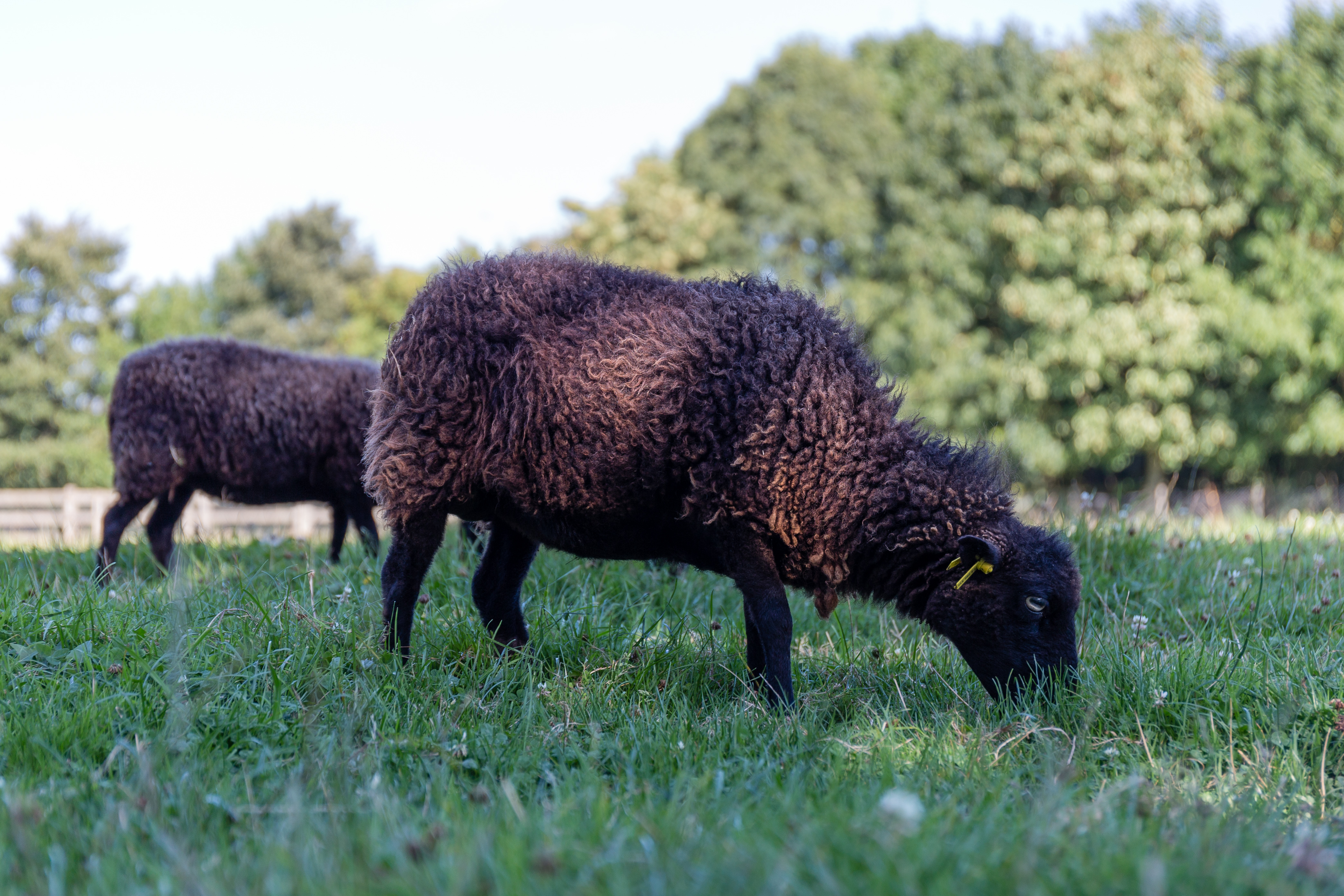
Mouton d'Ouessant

Depuis 1994, l'écomusée conserve 19 races animales domestiques locales représentatives de l'Ouest de la France. Ces races sont :
- races bovines : Pie Noir, Froment du Léon, Armoricaine, Nantaise,[15]
- races d'équidés : Postier breton, Âne du Cotentin,[16]
- races ovines : Landes de Bretagne, Bleu du Maine, Belle-Île, Avranchin, Ouessant,[17]
- races caprines : Chèvre des Fossés,[18]
- races porcines : Porc blanc de l'Ouest, Porc de Bayeux,[18]
- volailles : Courtes-pattes, Canard de Challans, Canard de Vouillé, Oie normande huppée, Gauloise dorée, poule noire de Janzé, Coucou de Rennes[19].

L'écomusée a conservé par le passé : Bleu du Maine (race ovine), La Flèche (volailles).
Le caractère novateur de l'espace agricole repose sur deux orientations complémentaires : assurer la conservation génétique des races de l'Ouest en voie de disparition et leur promotion, et montrer les animaux au sein d'un parcours pédagogique retraçant plusieurs siècles d'évolution agricole en Bretagne.

### Conservation végétale
Avec un itinéraire de découverte de l'agriculture et de l'élevage, couvrant plusieurs siècles d'histoire, l'Écomusée est désormais devenu un parc agronomique d'importance régionale alliant collections végétales et sentier d'interprétation.
Sur les 19 hectares de terrains, le visiteur peut découvrir l'évolution des pratiques agricoles en Bretagne et celle des plantes cultivées.
Comme les races animales, les anciennes variétés végétales ont été détrônées par d’autres plus productives ou mieux adaptées aux contraintes d'exploitation. Cette menace « d'érosion » du patrimoine génétique concerne les plantes de grande culture mais aussi les fruits et les légumes locaux. Ajoutons à cela un risque de disparition d'ancienne variété, nécessitant alors un travail de conservation.

#### Découvrir les plantes cultivées
Le sentier de visite réunit plus d'une vingtaine de plantes cultivées et de cultures d'hier ou d'aujourd’hui. Ainsi cohabitent les cultures traditionnelles (lin, chanvre, sarrasin) et les plantes modernes introduites en Bretagne dans les années 1960 (maïs, colza, phacélie), principalement présentes pour nourrir les bêtes.

#### Vergers conservatoires et patrimoine fruitier
La pomme à cidre constitue un bel exemple de patrimoine abandonné. Afin que cette richesse génétique ne disparaisse pas, l'Écomusée s'est engagé dans un programme de recherche et de conservation des variétés cidricoles locales. Trois vergers conservatoires rassemblent près de 120 variétés de pommes trouvées dans le pays de Rennes et ses environs. Une base de données permet d'accéder à des photos et de nombreuses informations concernant chacune de ces variétés. Cette collection est complétée de poiriers.